# Stone Cold (película)
Stone Cold, también conocida como Frío como el acero en España y A Sangre Fría en Hispanoamérica, es una película de acción estadounidense de 1991 dirigida por Craig R. Baxley y protagonizada por Brian Bosworth, Lance Henriksen y William Forsythe.

## Argumento
Joe Huff es un duro y solitario policía con un instinto para la infiltración de pandillas peligrosas de motociclistas. El agente del FBI, Joe Huff (Brian Bosworth), está en una operación encubierta para condenar a algunos moteros extremadamente violentos.

## Reparto
- Brian Bosworth es 	Joe Huff / John Stone.
- Lance Henriksen es Chains Cooper.
- William Forsythe es Ice.
- Arabella Holzbog es Nancy.
- Sam McMurray es Lance.
- Richard Gant es Cunningham.
- Paulo Tocha es Bolivian.